# Jerzy Kamas
Jerzy Kamas (ur. 8 lipca 1938 w Łodzi, zm. 23 sierpnia 2015 w Otwocku) – polski aktor teatralny i filmowy, w latach 1968–1971 aktor Teatru Narodowego w Warszawie, w latach 1971–2015 aktor Teatru Ateneum w Warszawie.

## Życiorys

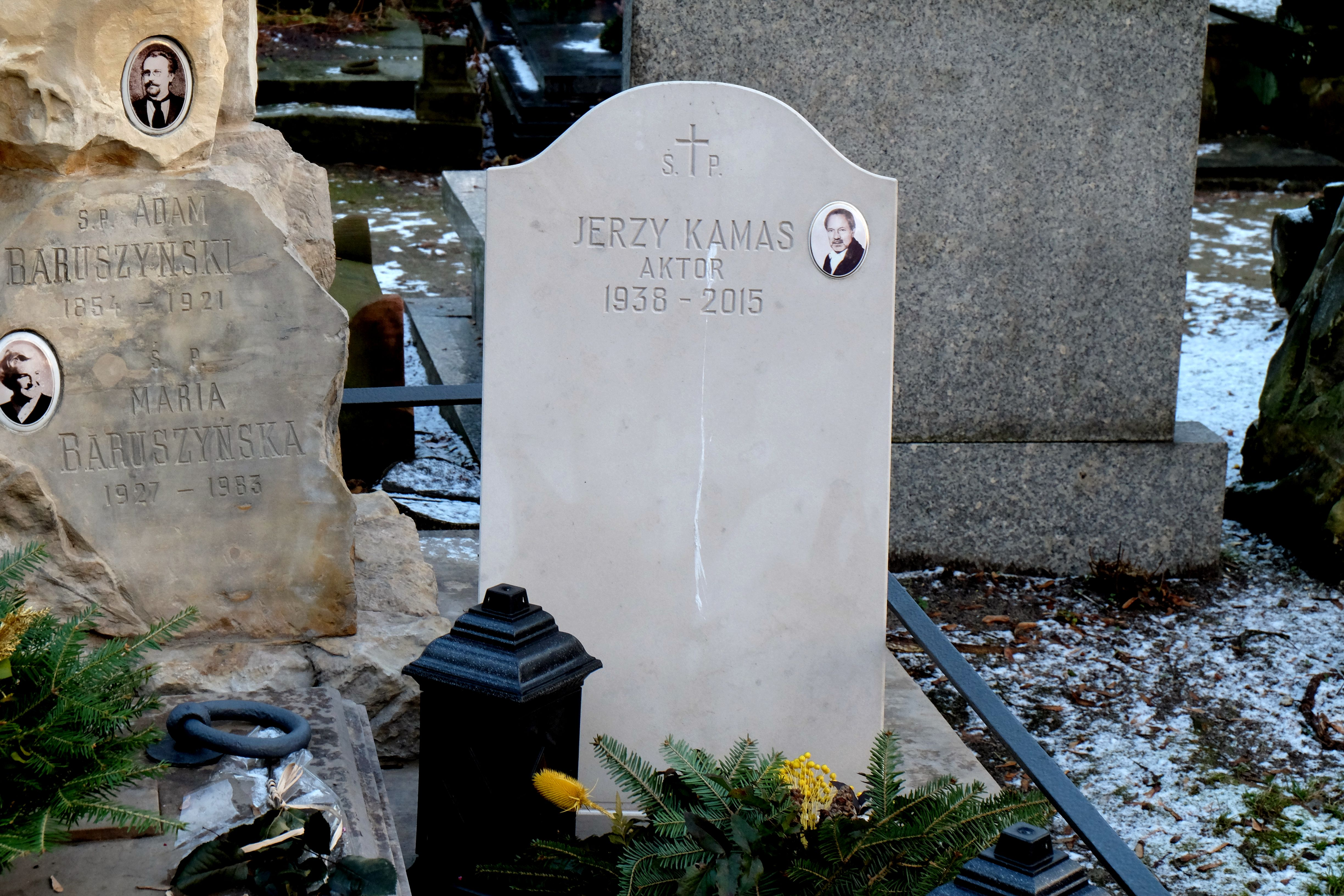
Grób Jerzego Kamasa na cmentarzu Powązkowskim (2016)

Był absolwentem (1961) Państwowej Wyższej Szkoły Filmowej, Telewizyjnej i Teatralnej im. Leona Schillera w Łodzi. Po raz pierwszy wystąpił w teatrze 1 lutego 1957 – na deskach Teatru Ziemi Łódzkiej zagrał wówczas w sztuce Kowal, pieniądze i gwiazdy Jerzego Szaniawskiego, którą wyreżyserowała Stefania Domańska.
Trzy lata później w Teatrze Powszechnym w Łodzi, zagrał w dwóch sztukach Williama Szekspira: Wieczorze Trzech Króli (reż. Jerzy Walden) i Śnie nocy letniej (reż. Emil Chaberski). W łódzkim Teatrze Powszechnym grał do roku 1964 – wystąpił tam m.in. w Klubie Pickwicka Karola Dickensa i Fizykach Friedricha Dürrenmatta.
W latach 1964–1967 był aktorem Teatru im. Słowackiego w Krakowie. Na jego deskach zagrał m.in. Poetę w Wyzwoleniu Stanisława Wyspiańskiego (reż. Bronisław Dąbrowski), Filcha w Operze za trzy grosze Bertolta Brechta (reż. Lidia Zamkow) i Makdufa w Makbecie Szekspira (reż. Lidia Zamkow).
Od roku 1968 Kamasa można było oglądać na scenie Teatru Narodowego w Warszawie. Zagrał tam w wielu spektaklach wyreżyserowanych przez Adama Hanuszkiewicza – wystąpił m.in. jako Bianchetti w Nie-Boskiej komedii Zygmunta Krasińskiego (1969), Inkwizytor w Świętej Joannie George’a Bernarda Shawa (1969), Car w Kordianie Juliusza Słowackiego (1970) oraz Klaudiusz w Hamlecie Szekspira (1971).
W Teatrze Narodowym Kamas wystąpił też w spektaklach Ryszard III Szekspira, jako Ryszard książę Gloucester (1969, reż. Jan Maciejowski), i Opera za trzy grosze Bertolta Brechta, jako Mackie Majcher (1970, reż. Jan Maciejowski).
W roku 1971 aktor zaczął występować na deskach warszawskiego Teatru Ateneum – był w jego zespole przez 44 lata, aż do swej śmierci (2015 r.). Grał tam w spektaklach reżyserowanych m.in. przez Macieja Prusa, Janusza Warmińskiego i Kazimierza Kutza. Za rolę w wystawionej na deskach Ateneum Pornografii Witolda Gombrowicza (reż. Andrzej Pawłowski), gdzie wcielił się w rolę Fryderyka, Kamas otrzymał w roku 1985 nagrodę prezydenta Warszawy. W ostatnich latach w teatrze Ateneum występował m.in. w spektaklach: Król Edyp Sofoklesa, Zmierzch Izaaka Babla, Zbrodnia i kara Fiodora Dostojewskiego. W roku 2008 odbyła się premiera przedstawienia Stacyjka Zdrój, spektaklu zbudowanego z piosenek Jeremiego Przybory i Jerzego Wasowskiego (jako ksiądz Luc).
Z drugą żoną Beatą miał dwóch synów: Pawła i Karola. Mieszkał w Warszawie. Jego pierwsza żona Ewa Kamas jest również aktorką, przez wiele lat związaną z teatrem we Wrocławiu.
Zmagał się z chorobą nowotworową jelit. Zmarł 23 sierpnia 2015 w Otwocku. Został pochowany 31 sierpnia 2015 na Starych Powązkach w Warszawie (kwatera 175-2-26/27).

## Filmografia
- 1959: Ostatni strzał jako wczasowicz
- 1959: Awantura o Basię jako strażak
- 1959: Cafe Pod Minogą
- 1960: Krzyżacy jako knecht w Szczytnie
- 1961: Drugi człowiek jako chuligan
- 1961: Wyrok jako lektor (głos)
- 1963: Przygoda noworoczna jako Adam
- 1971: Markheim jako Markheim
- 1972: Ostatni liść jako lekarz
- 1972: Ocalenie jako ksiądz
- 1972: Poślizg jako Józef
- 1973: Wielka miłość Balzaka jako Mikołaj I Romanow
- 1973: Ciemna rzeka jako prokurator
- 1975: Wyjazd służbowy jako Andrzej Lipiński
- 1975: Noce i dnie jako Daniel Ostrzeński, brat Barbary
- 1975: Doktor Judym jako Korzecki
- 1975: Obrazki z życia jako sąsiad kochanka Marysi
- 1975: Czerwone i białe jako Bystry
- 1975: Dom moich synów jako Tadeusz Górecki, syn Jadwigi
- 1976: Zielone – minione... jako Jastrzębiec
- 1977: Lalka (serial telewizyjny) jako Stanisław Wokulski
- 1978: Zaległy urlop jako dyrektor
- 1978: Jarosław Iwaszkiewicz (głos)
- 1978: Wejście w nurt jako Adam, kolega Anny
- 1979: Tajemnica Enigmy jako komandor
- 1979: Sekret Enigmy jako komandor Alistair Denniston
- 1979: Kung fu jako Kurjata
- 1979: Terrarium jako znajomy Marii
- 1979: Igraszki z diabłem (spektakl telewizyjny) jako Solfernus
- 1980: Alina i Czesław Centkiewiczowie jako lektor (głos)
- 1980: Zamach stanu jako minister Jerzy Zdziechowski
- 1980: Królowa Bona jako Jan Tarnowski, kasztelan krakowski, hetman wielki koronny
- 1980: Krab i Joanna jako Teodor Gaćpa
- 1980: Dzień Wisły jako major Kazimierz
- 1980: Ciemne słońce (Temné slunce), jako Dai Mon
- 1982: Dolina Issy jako Romuald
- 1982: Życie Kamila Kuranta jako ojciec Kamila
- 1982: Epitafium dla Barbary Radziwiłłówny jako Jan Tarnowski
- 1983: Co dzień bliżej nieba jako ojciec Piotra
- 1983: Na odsiecz Wiedniowi jako Jan Gniński
- 1984: Bez końca jako sędzia Biedroń
- 1985: Wkrótce nadejdą bracia jako kolekcjoner Bukowski, sąsiad Surkontów
- 1985: Porwanie jako głos – Nikołow
- 1985: Idol jako Olo Panasiuk
- 1986: Ocalałe w pamięci jako lektor / recytator (głos)
- 1986: Cudzoziemka jako Adam
- 1986: Republika nadziei jako Stefan Rowiński
- 1986: Republika Ostrowska jako Stefan Rowiński
- 1987: Kamienny świat jako lektor (głos)
- 1987: Opowiadanie wariackie jako Rafał Borotny
- 1988: Zmowa jako lektor
- 1989: Wilegiatura jako lektor (głos)
- 1989: Kanclerz jako Jan Zborowski
- 1989: Wiatraki z Ranley jako group-captain
- 1990: Napoleon jako Sieyès
- 1992: Pierścionek z orłem w koronie jako pułkownik Prawdzic
- 1993: Dwa księżyce jako Bohdan
- 1993–1994: Zespół adwokacki jako docent, szef Moniki
- 1995: Ekstradycja jako profesor Zybertowicz, ojciec Kamila
- 1995: Dama kameliowa jako ojciec Armanda
- 1995: Dzieje mistrza Twardowskiego jako ojciec Twardowskiego
- 1996: Pontyfikat jako lektor
- 1996: Kratka jako Eugeniusz
- 1997–2013: Klan jako mecenas Stefan Ziętecki, brat Marii Lubicz
- 1998: film Jacka Pałkiewicza – zapiski z wyprawy do źródeł Amazonki; jako lektor (głos)
- 1998: Kresy, jako lektor (głos)
- 1999: Trzy szalone zera jako Alfred
- 1999: Siedlisko jako Wojciech Kula, ordynator w szpitalu w Ełku
- 1999: Ostatnia misja jako Stefan Dębowski
- 2000: Bajland jako Wysocki
- 2001: Marszałek Piłsudski jako generał Stanisław Szeptycki
- 2003: Na dobre i na złe jako pianista Krzysztof Lejman (gościnnie)
- 2007: Prawo miasta jako mecenas Aleksandeor Henzel (gościnnie)
- 2009: Różyczka jako prezes PEN Clubu
- 2013: Wszystkie kobiety Mateusza jako Jan Dziekanowski

### Polski dubbing
- 1964: Winnetou w Dolinie Sępów – Old Surehand
- 1967: Księga dżungli – Bagheera
- 1976: Pogoda dla bogaczy – Estep
- 1984: Niekończąca się opowieść – Cairon
- 1986: Piotr Wielki (miniserial) – Isaaci
- 1989: Tylko Manhattan (miniserial) – Zachary Amberville
- 1992–1996: Kroniki młodego Indiany Jonesa – Indiana Jones (w wieku 92 lat)
- 1992: Piotruś w krainie czarów, czyli podróż fantastyczna
- 1994: Siostro, moja siostro (Sister My Sister)

## Role teatralne
- Harry Brent Francisa Durbridge’a, jako Alan Milton, reżyseria: Andrzej Zakrzewski (1972)
- Fantazy Juliusza Słowackiego, jako hrabia Fantazy Dafnicki, reżyseria: Maciej Prus (premiera 1973 r.)
- Jego dwie żony Patricka Quentina, jako Bill Harding, reżyseria: Stanisław Zaczyk (premiera: 12.12.1974)
- Dzika kaczka Henryka Ibsena, jako Relling, reżyseria: Jan Świderski (premiera: 10.05.1976)
- Skiz Gabrieli Zapolskiej, jako Tolo, reżyseria: Olga Lipińska (premiera: 10.10.1977)
- Mewa Antoniego Czechowa, jako Borys Aleksiejewicz Trigorin, reżyseria: Janusz Warmiński (premiera 1977 r.)
- Mąż i żona Aleksandra Fredry, jako hrabia Wacław, reżyseria: Jan Świderski (premiera: 25.12.1978)
- Igraszki z diabłem jako Doktor Solfernus, reżyseria Tadeusz Lis (1979)
- Uśmiech Giocondy Aldous Huxley, jako Kutten, reżyseria: Krystyna Sznerr (premiera: 25.12.1982)
- Pornografia Witolda Gombrowicza, jako Fryderyk, reżyseria: Andrzej Pawłowski (premiera 1983 r.)
- Trans-Atlantyk Witolda Gombrowicza, jako Gonzalo, reżyseria: Andrzej Pawłowski (premiera 1984 r.)
- Kilka scen z życia Glebowa Jurija Trifonowa, jako Wadim Glebow, reżyseria: Tomasz Zygadło (premiera: 8.10.1984)
- Odwet Francisa Durbridge’a, jako Larry Campbell, reżyseria: Bogdan Augustyniak (premiera: 16.05.1985)
- Wiśniowy sad Antoniego Czechowa, jako Leonid Andrejewicz Gajew, reżyseria: Janusz Warmiński (premiera 1986 r.)
- Postępowanie wyjaśniające Mervyn Rutherford, jako Nadinspektor Spartan, reżyseria: Tomasz Zygadło (premiera: 26.10.1987)
- Śmierć na raty czyli czapa Janusza Krasińskiego, jako Skazaniec, reżyseria: Marek Wilewski (premiera 1987 r.)
- Szalbierz György Spiró, jako Bogusławski, reżyseria: Maciej Wojtyszko (premiera 1987 r.)
- Hemar, reżyseria: Wojciech Młynarski, scenariusz: Wojciech Młynarski, Rudolf Gołębiowski (premiera 1987 r.)
- To, co najpiękniejsze Mariana Hemara, jako Ignacy, reżyseria: Andrzej Łapicki (premiera: 18.01.1988)
- Wielki Peeperkorn Tomasza Manna, jako Peter Peeperkorn, reżyseria: Tomasz Zygadło (premiera: 17.04.1989)
- Paweł Pierwszy Dymitra Mereżkowskiego, jako Car Paweł, reżyseria: Krzysztof Zaleski (premiera 1989 r.)
- Drzwi muszą być albo otwarte, albo zamknięte Alfreda de Musseta, jako hrabia, reżyseria: Michał Kwieciński (premiera: 15.10.1989)
- Kosmos Witolda Gombrowicza, jako Leon, reżyseria: Andrzej Pawłowski (premiera 1991 r.)
- Burza Williama Shakespeare’a, jako Alozo, reżyseria: Krzysztof Zaleski (premiera 1991 r.)
- Śmierć komiwojażera Arthura Millera, jako Willy Loman, reżyseria: Feliks Falk (premiera 1992 r.)
- Matka noc Kurta Vonneguta, jako Howard W. Campbell, reżyseria: Wojciech Adamczyk (premiera 1993 r.)
- Arlekinada Terence’a Mervina Rattigana, jako Gosport, reżyseria: Stanisław Mączyński (premiera: 06.02.1993)
- Czytadło Tadeusza Konwickiego, jako On, reżyseria: Robert Gliński (premiera 1994 r.)
- Wszystko zależy od dziadka, autor: Iwona Ruszkowska, reżyseria Anna Minkiewicz, jako Dziadek, (premiera w 1995. 01. 21)
- Zimorodek Williama Douglas-Home’a, jako sir Charles Warburton, reżyseria: Witold Skaruch (premiera: 22.02.1995)
- Kupiec wenecki Williama Shakespeare’a, jako Antonio, reżyseria: Waldemar Śmigasiewicz (premiera 1996 r.)
- Opętani Witolda Gombrowicza, jako doktor Hańcz, reżyseria: Andrzej Pawłowski (premiera 2000 r.)
- Herbata u Stalina Ronalda Harwooda, jako Bernard Shaw, reżyseria: Tomasz Zygadło (premiera 2000 r.)
- Rewizor Nikołaja Gogola, jako Naczelnik poczty, reżyseria: Krzysztof Zaleski (premiera 2002 r.)
- Dowód Davida Auburna, jako Robert, reżyseria – Agnieszka Lipiec: Wróblewska (premiera 2002 r.)
- Siła komiczna Alana Marian Hemar Ayckbourn'a, jako Lester, spektakl telewizyjny (premiera: 29.09.2003)
- Król Edyp Sofoklesa, jako Kapłan, reżyseria: Gustaw Holoubek (premiera 2004 r.)
- Demony Johna Whiting'a, jako ojciec Ambroży, reżyseria: Wojciech Adamczyk (premiera 2004 r.)
- ...i tyle miłości na podstawie sztuki Diabeł leśny Antoniego Czechowa, jako Iwan Orłowski, reżyseria – Andrzej Domalik (premiera 2005 r.)
- Zmierzch(inne języki) Izaaka Babla, jako Ben Zcharia, reżyseria: Bogdan Michalik (premiera 2005 r.)
- Zbrodnia i kara Fiodora Dostojewskiego, jako Marmieładow, reżyseria – Barbara Sass (premiera 2006 r.)

## Odznaczenia i nagrody
Odznaczenia
- Krzyż Oficerski Orderu Odrodzenia Polski (2003) za wybitne zasługi dla kultury polskiej, za osiągnięcia w twórczości artystycznej[6][7]
- Krzyż Kawalerski Orderu Odrodzenia Polski (1988)
- Złoty Krzyż Zasługi (1978)
- Złoty Medal „Zasłużony Kulturze Gloria Artis” (2011)[8]
- Medal 40-lecia Polski Ludowej (1985)

Nagrody
- Nagroda za pierwszoplanową rolę męską w filmie Kratka na XXI Festiwal Polskich Filmów Fabularnych w Gdyni (1996)
- Poznańskie Koziołki dla najlepszego aktora w filmie Kratka na Festiwalu Filmowym dla Dzieci w Poznaniu (1997)
- Nagroda Przewodniczącego Komitetu do Spraw Radia i Telewizji za całokształt współpracy artystycznej z TVP, ze szczególnym uwzględnieniem kreacji Wokulskiego w serialu telewizyjnym Lalka (1979)
- Nagroda na XXIV FPSW we Wrocławiu za rolę Fryderyka w sztuce Pornografia (powieść), nagroda im. Aleksandra Zelwerowicza[9] oraz nagroda teatralna prezydenta miasta Warszawy (1984)
- I miejsce w Złotej Piątce w plebiscycie czytelników „TeleRzeczpospolitej” w latach 1994 i 1996